# Lahusa (Gomo)
Lahusa is een bestuurslaag in het regentschap Nias Selatan van de provincie Noord-Sumatra, Indonesië. Lahusa telt 770 inwoners (volkstelling 2010).